# Azofra
Azofra è un comune spagnolo di 328 abitanti situato nella comunità autonoma di La Rioja. Le origini del nome di questo piccolo nucleo abitativo sono arabe ed esso appare già in documenti dell'XI secolo.
L'edificio più importante è la chiesa di "Nostra Signora degli Angeli" risalente al XVIII secolo.

## Citazioni letterarie
Azofra viene citato dallo scrittore brasiliano Paulo Coelho in uno dei suoi più famosi romanzi Il Cammino di Santiago: "Ci trovavamo ad Azofra, un paesino con piccole case ornate di scudi medioevali sulle facciate e con una fontana dove avevamo riempito le borracce. (...) Da qui erano soliti passare i pellegrini diretti a Santiago di Compostela" (p.155, Edizione Bompiani, 2001)